# Lipinki (powiat czarnkowsko-trzcianecki)
Lipinki – osada leśna (gajówka) w Polsce położona w województwie wielkopolskim, w powiecie czarnkowsko-trzcianeckim, w gminie Wieleń.
W latach 1975–1998 miejscowość położona była w województwie pilskim.